# 의정부호원초등학교
의정부호원초등학교(議政府虎院初等學校)는 경기도 의정부시에 있는 공립 초등학교이다.

## 학교 연혁
- 2003.09.01 제1대 정동석교장선생님 취임
- 2003.09.01 의정부호원초등학교 개교 10학급 인가 (계358명)
- 2004.05.12 시청각실 완공
- 2005.08.16 도서실 완공
- 2005.09.05 어학실 완공
- 2006.08.31 예절실 완공
- 2007.03.01 제2대 정수근 교장선생님 취임
- 2008.02.12 다목적실 완공
- 2009.03.02 26학급 편성 (유치원 1학급 편성)
- 2009.05.20 거점영어체험센터 개관
- 2009.06.01 돌봄 교실 개관
- 2009.12.17 2009 학교평가 최우수학교 선정
- 2009.12.31 전국 100대 교육과정 우수 운영교 선정
- 2010.03.01 제3대 박태원교장선생님 취임
- 2010.09.23 영어 화상 강의 시스템 구축
- 2010.10.16 전국119소방동요경연대회 대상 (교육과학기술부)
- 2010.12.22 Wee Class 상담실 개관
- 2011.03.01 영재학급 인가(2학급)
- 2011.03.01 28학급 편성 (유치원 1학급 편성)
- 2011.09.24 제12회 전국소방동요경연대회 우수상
- 2011.12.31 경기도 의정부교육 선진학교 표창
- 2011.12.31 경기도 의정부교육 수업혁신 학교표창
- 2012.02.16 제8회 졸업식 (총 졸업생수 890명)
- 2012.06.02 제8회 의정부학생예능경연대회 리듬합주 금상
- 2012.09.01 제4대 김유경교장선생님 취임
- 2013.02.15 제9회 졸업식(총 졸업생 수 1023명)
- 2013.08.31 제16회 교육장배 학생 수영대회 종합 1위
- 2013.12.20 혁신학교 준비교 지정(경기도교육감)
- 2013.12.31 방과후교육활동 우수학교 표창(경기도교육감)
- 2014.02.19 제10회 졸업식(총 졸업생 수 1169명)
- 2014.03.01 30학급 편성(유치원 1학급 편성)
- 2020 실내 체육관 완공